# Daniele Revere
Daniele Revere (Sesto Calende, 26 luglio 1924 – ...) è stato un calciatore italiano, di ruolo mediano.

## Carriera
Giocò per tre stagioni in Serie A con Legnano e Udinese (in prestito dai lilla lombardi).